# Ulrike Busch
Ulrike Busch (* 1952) ist eine deutsche Professorin für Familienplanung (i. R.) an der Hochschule Merseburg.

## Leben
Ulrike Busch studierte von 1971 bis 1975 Philosophie an der Karl-Marx-Universität Leipzig. Sie  wurde an der Akademie für Gesellschaftswissenschaften Berlin auf dem Gebiet der Ethik promoviert. Nach ihrer Tätigkeit als wissenschaftliche Mitarbeiterin an der Akademie für Ärztliche Fortbildung der DDR auf dem Gebiet der Medizinethik bildete sie sich nach deren Auflösung nach der Wende in Systemischer Familientherapie, analytischer Paar- und Sexualberatung sowie Mediation aus. Zwischen 1992 und 1994 arbeitete Busch als Beraterin und Beratungsstellenleiterin bei pro familia in Fürstenwalde. Sie war ehrenamtliche Mitbegründerin und bis 2003 Geschäftsführerin des Familienplanungszentrums Berlin e.V.
Ab 2001 hatte sie eine Vertretungsprofessur im Fachbereich Soziale Arbeit, Medien, Kultur mit dem Schwerpunkt Familienplanung an der Hochschule Merseburg. 2003 wurde sie auf die in Deutschland erste Professur für Familienplanung berufen. Zu ihren Lehrgebieten gehörten historische, soziale, psychologische und medizinische Aspekte von Familienplanung sowie Sexualpädagogik, Partnerschafts-, Sexual- und Schwangerschaftsberatung.
Sie ist Herausgeberin des Sammelbands Sexuelle und reproduktive Gesundheit und Rechte, eine Dokumentation der gleichlautenden Fachtagung im Jahr 2010 an der Hochschule Merseburg, und gemeinsam mit Daphne Hahn Herausgeberin des Sammelbands Abtreibung. Diskurse und Tendenzen (2015). Sie forschte praxisbezogen zu ungewollten Schwangerschaften und Schwangerschaftsabbruch, Teenagerschwangerschaften, Frühen Hilfen und Schwangerschaftsberatung sowie zur „vertraulichen Geburt“.
Ulrike Busch hatte Anteil an der Einführung des deutschlandweit einmaligen Masterstudiengangs „Sexualpädagogik und Familienplanung“, der 2009 zum Masterstudiengang „Angewandte Sexualwissenschaft – Bildung und Beratung im Kontext von Familienplanung , Partnerschaft und Sexualität“ weiterentwickelt wurde. Ulrike Busch wirkte aktiv an der fachlichen Profilierung des An-Instituts für Angewandte Sexualwissenschaft (IfAS) mit. Zahlreiche Projekte der angewandten Forschung, Fort- und Weiterbildung sowie Tagungen waren und sind hier angesiedelt.
Von 1996 bis 2004 gehörte sie der Ethik-Kommission für Reproduktionsmedizin der Ärztekammer Berlin an. Sie war langjährig Mitglied des Bundesvorstandes von pro familia und Vorsitzende des Landesverbandes von pro familia Berlin und Mitglied im Ausschuss Schwangeren- und Familienhilfepolitik beim Bundesverband von pro familia.
Ulrike Busch ist Mitherausgeberin der Reihe Angewandte Sexualwissenschaft im Psychosozial-Verlag. und wirkt beratend am durch das Bundesministerium für Gesundheit geförderten Verbundprojekt ELSA (Erfahrungen und Lebenslagen ungewollt Schwangerer – Angebote der Beratung und Versorgung) mit.

## Schriften (Auswahl)
- Ulrike Busch (Hrsg.): Sexuelle und reproduktive Gesundheit und Rechte. Nationale und internationale Perspektiven. Nomos Verlag, Baden-Baden 2010, ISBN 978-3-8329-5943-2.
- Mit Daphne Hahn (Hrsg.): Abtreibung. Diskurse und Tendenzen. Transcript, Bielefeld 2015, ISBN 978-3-8376-2602-5.
- Mit Claudia Krell und Anne-Kathrin Will: Eltern (vorerst) unbekannt: anonyme und vertrauliche Geburt in Deutschland. Beltz Juventa, Weinheim / Basel 2017, ISBN 978-3-7799-3456-1.